# Lester Shorr
Lester Shorr (* 11. April 1907 in New York City; † 28. Juli 1992 in Los Angeles, Kalifornien) war ein US-amerikanischer Kameramann.

## Leben
Shorr war ab 1931 bis in die 1950er Jahre hinein als einfacher Kameramann tätig. Der 1941 für den Oscar nominierte Kurzfilm Forty Boys and a Song war seine erste Produktion als eigenständiger Kameramann. Ab 1953 war Shorr vor allem an Fernsehserien beteiligt, darunter Bonanza (1959/1960), The Beverly Hillbillies (1962/1963) sowie Drei Mädchen und drei Jungen (1969/1970) und Laverne & Shirley (1976/1977).
Bei der Primetime-Emmy-Verleihung 1955 wurde er in der Kategorie Beste Kameraregie ausgezeichnet. Damit war er der erste Kameramann, der diese Auszeichnung bei den Emmys gewann.
In den Jahren 1975 bis 1976 war er Präsident der American Society of Cinematographers.

## Filmografie (Auswahl)
- 1941: Forty Boys and a Song
- 1956: Ganoven, Halunken, flotte Weiber (Three Bad Sisters)
- 1963: Das Gesetz der Gesetzlosen (Law of the Lawless)
- 1963: In Montana ist die Hölle los (The Quick Gun)
- 1965: Tag der Abrechnung (Ride Beyond Vengeance)
- 1965: Geächtet, gehaßt, gefürchtet (Broken Sabre)
- 1966: Hondo (Hondo and the Apaches)
- 1967: Die Wegelagerer (Arizona Bushwhackers)
- 1969: Woody, der Unglücksrabe (Take the Money and Run)
- 1970: The McMasters